# Series de Bowen
Las series de reacción de Bowen son dos secuencias que describen el orden de cristalización de los minerales del grupo de los silicatos al ir enfriándose magmas de tipo basáltico en el interior de la Tierra. Dichas secuencias son identificables en muchos casos por las relaciones texturales que se establecen entre los minerales.
El petrólogo canadiense Norman L. Bowen (1887-1956) describió estas series en 1915 y 1922, y las incluyó en su conocido tratado sobre la cristalización de rocas ígneas de 1928 (The evolution of the igneous rocks).
El orden de cristalización está determinado por dos factores principales: 
- la termodinámica del proceso de cristalización
- la composición del magma que cristaliza.

El primer factor fue estudiado por Bowen, que observó que la cristalización de los minerales durante el enfriamiento de un magma sigue, en términos generales, una secuencia determinada, que se puede subdividir en dos grandes ramas: la denominada rama discontinua (minerales ferromagnesianos), y la rama continua (plagioclasas), que convergen en un tronco común, que corresponde a la cristalización de feldespato potásico y finalmente cuarzo, siempre los últimos en cristalizar.

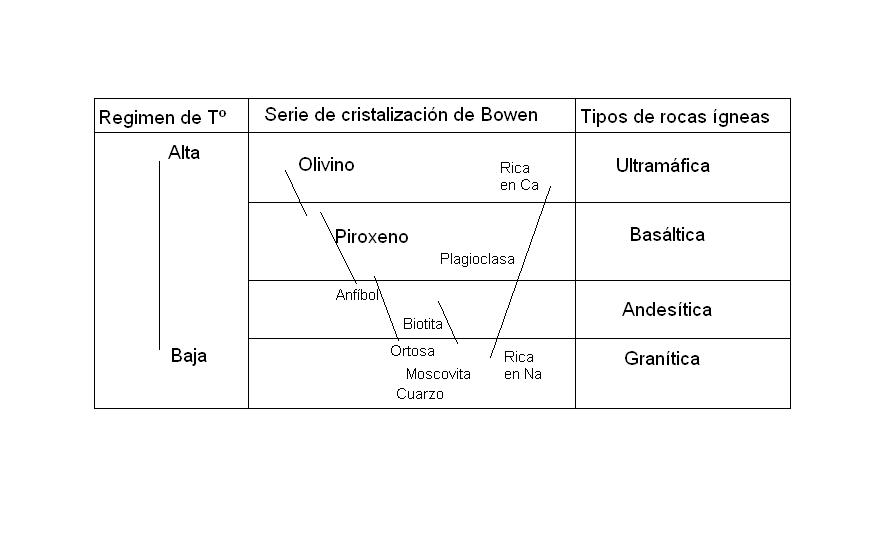